# مرغابی پاروزن فوئگویی
مرغابی پاروزن فوئگویی یا مرغابی بی‌پرواز ماژلانی (نام علمی: Tachyeres pteneres) نام یک گونه از زیرخانواده عروس‌مرغابیان است. این گونه اردک در شیلی، ایالت تیرا دل فوئگو یافت می‌شود. این گونه بزرگ‌ترین گونه از اردک‌های بی‌پرواز است. وزنش بین ۳٫۵ تا ۷ کیلوگرم با بدنی با طول ۶۵–۸۴ سانتی‌متر است. بیشترین وزن ثبت‌شده برای جنس نر این گونه ۵٫۳۴ کیلوگرم و بیشترین وزن ثبت‌شده برای جنس ماده نیز ۴٫۲ کیلوگرم بوده‌است. اندازه بال‌هایش نیز ۸۵–۱۱۰ سانتی‌متر است. جنس ماده این گونه در فصل تولید مثل ۴ تا ۱۱ تخم می‌گذارد. تخم‌های این پرنده حدود ۱۶۷ گرم وزن دارند. پرنده ماده باید برای جوجه شدن تخم‌ها ۲۸ تا ۴۰ روز بر روی تخم‌هایش بخوابد. تخم‌ها و جوجه‌های این پرنده غذای مورد علاقه روباه، کاراکارا، کاکایی‌ها، کاکایی‌های اقیانوسی و مرغ باران بزرگ است. این پرنده از انواع نرم‌تنان، سخت‌پوستان و ماهی‌های کوچک تغذیه می‌کند.

## نگارخانه

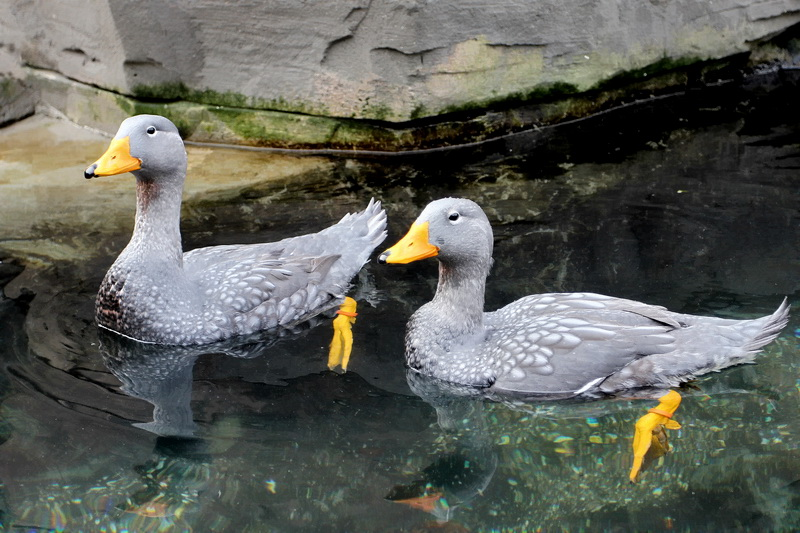
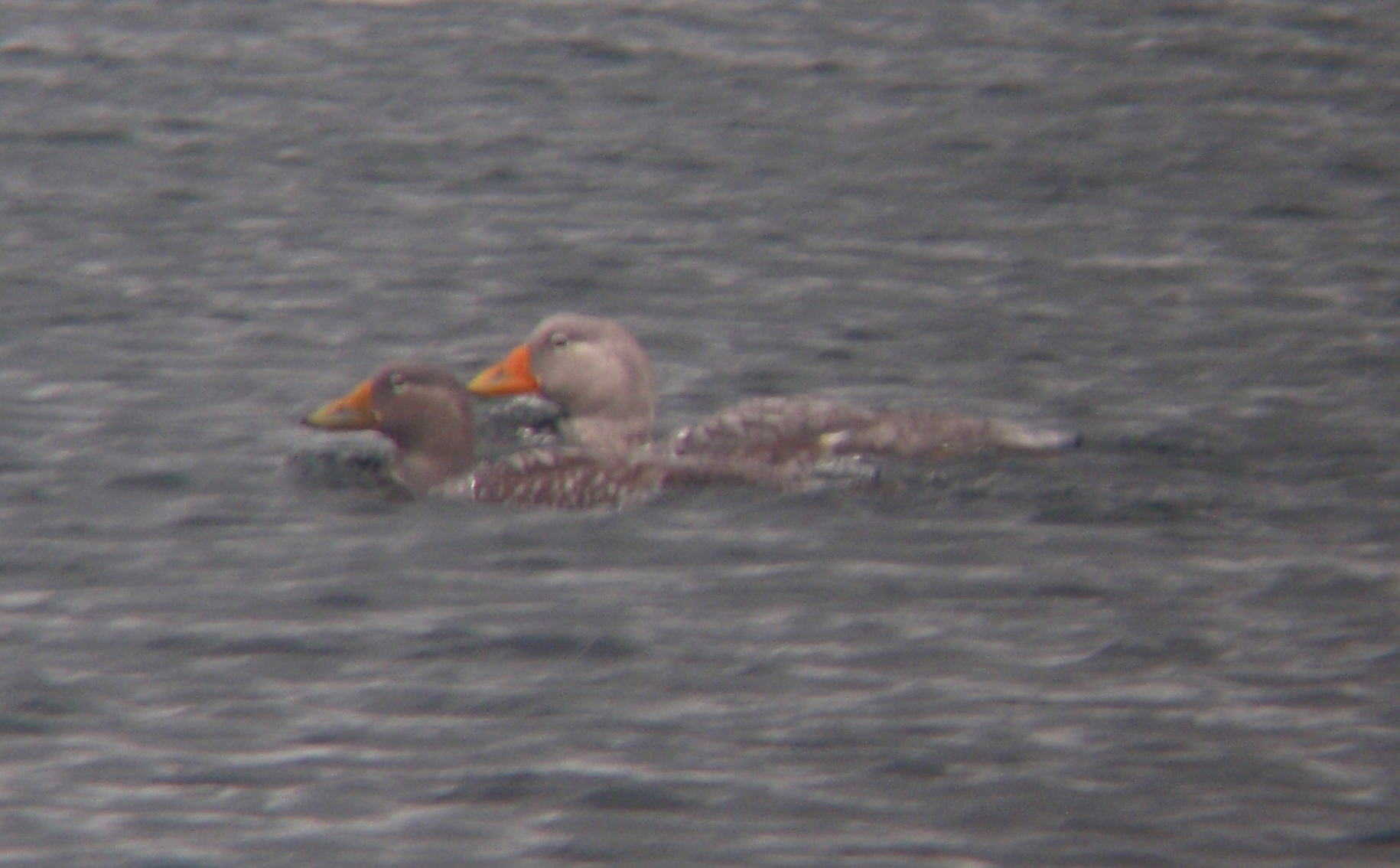
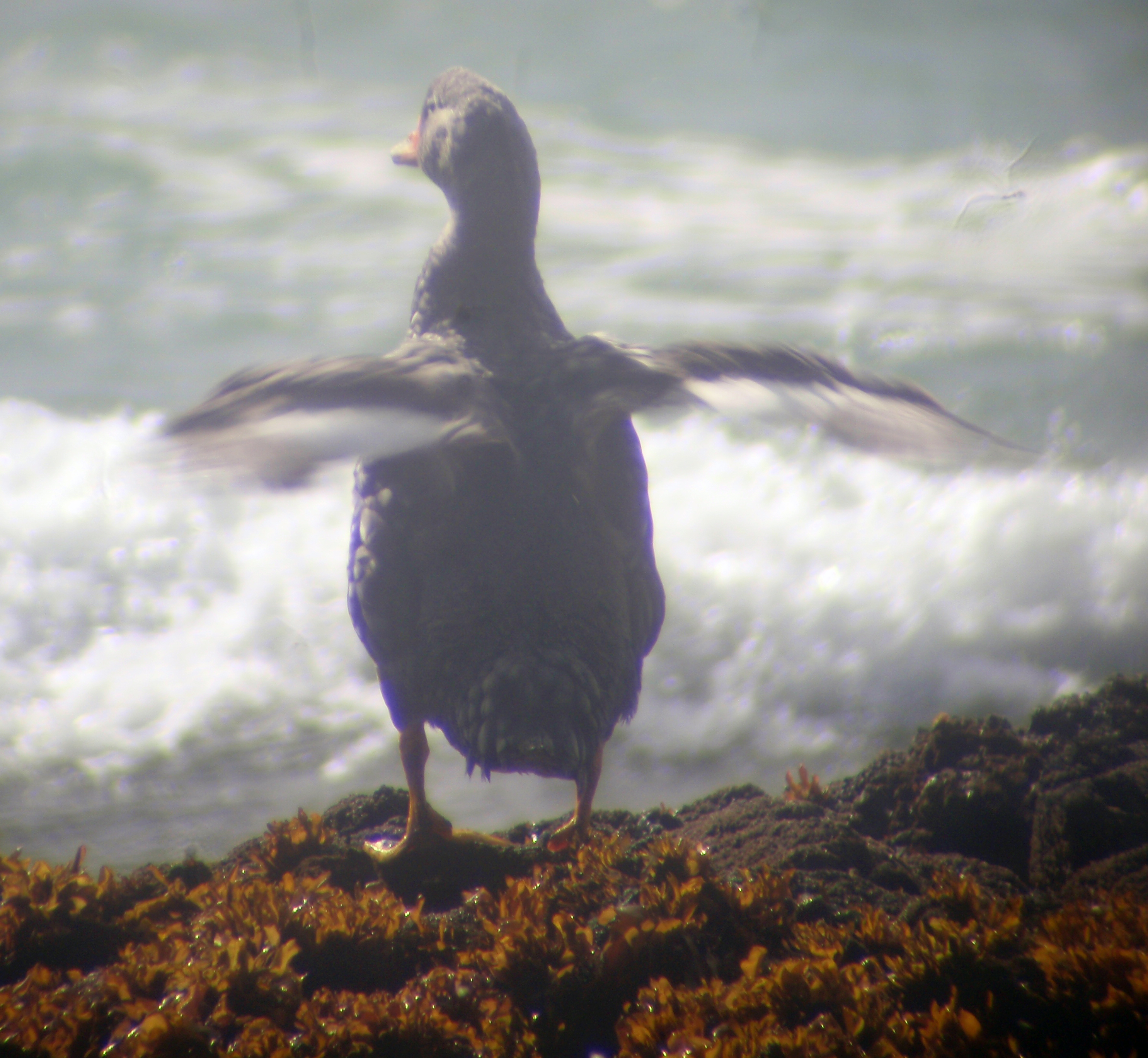